# Montagne Purple
La montagne Purple, en anglais Purple Mountain, est un sommet montagneux situé dans le parc national de Yellowstone, dans le comté de Park au Wyoming aux États-Unis. Elle se trouve dans la partie sud du chaînon Gallatin et son versant septentrional chevauche la frontière entre les comtés de Park et de Teton, près de la formation de Lava Creek Tuff, au nord de la confluence Madison Junction entre les rivières Firehole et Gibbon qui forment la rivière Madison. Le sentier Purple Mountain Trail monte à son sommet depuis Madison Junction. Elle culmine à une altitude de 2 593 m.